# Blaboplutodes parvistictus
Blaboplutodes parvistictus là một loài bướm đêm trong họ Geometridae.